# 恰盧斯

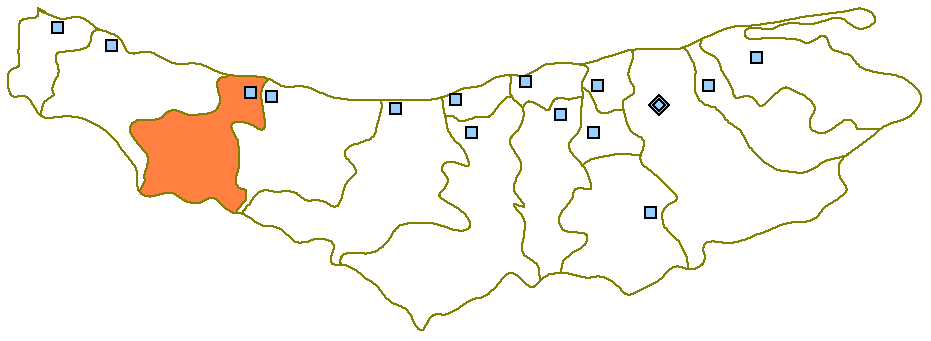

恰盧斯是伊朗的城市，位於該國北部裡海南岸，由馬贊德蘭省負責管轄，距離瑙沙赫爾約8公里，海拔高度25米，市內有酒店和健康中心，2012年人口48,355。